# 奥斯泰诺蛸科
奥斯泰诺蛸科（学名：Ostenoteuthidae）是头足纲下的一个科。目的地位未定。

## 下属分类
本科包括以下属：
- 奥斯泰诺蛸属 Ostenoteuthis Garassino & Donovan, 2000
- 钩蛸属 Uncinoteuthis Garassino & Donovan, 2000